# إيما غريفيثز مالين
إيما غريفيثز مالين (بالإنجليزية: Emma Griffiths Malin)‏ هي ممثلة بريطانية، ولدت في 1980.

## أعمال

### أفلام
- (1997) لوليتا
- (2001) الثقب

## وصلات خارجية
- إيما غريفيثز مالين على موقع IMDb (الإنجليزية)
- إيما غريفيثز مالين على موقع ألو سيني (الفرنسية)
- إيما غريفيثز مالين على موقع قاعدة بيانات الأفلام السويدية (السويدية)
- إيما غريفيثز مالين على موقع قاعدة بيانات الفيلم (الإنجليزية)
- إيما غريفيثز مالين على موقع كينوبويسك (الروسية)